# كارول إس. بروخ
كارول إس. بروخ (بالإنجليزية: Carol S. Bruch)‏ هي قانونية أمريكية، ولدت في 11 يونيو 1941 في وينيباغو في الولايات المتحدة.